# Ryszard Magiera
Ryszard Magiera (ur. 13 sierpnia 1946 w Świdnicy) – profesor nauk matematycznych, specjalista w zakresie statystyki matematycznej. 

## Życiorys
Szkołę średnią ukończył  w roku 1965 w Lotniczych Zakładach Naukowych, uzyskując stopień zawodowy technika mechanika w zakresie budowy silników lotniczych. W tym roku został przyjęty na Studium Podstawowych Problemów Techniki (SPPT) przy Wydziale Mechanicznym na PWr, a w następnym roku na SPPT przy Wydziale Elektroniki. Studia ukończył w 1970 r. uzyskując stopień zawodowy mgra inż. elektroniki w zakresie specjalności automatyka.
Stopień naukowy doktora habilitowanego  nauk matematycznych w zakresie statystyki matematycznej otrzymał w 1993r. na Uniwersytecie Wrocławskim. Stopień naukowy doktora nauk matematycznych otrzymał w roku 1975 w Instytucie Matematyki PWr na podstawie rozprawy doktorskiej Sekwencyjna estymacja parametrów procesów statystycznych napisanej  pod kierunkiem Stanisława Trybuły, wybitnego matematyka-statystyka, ucznia  Hugona Steinhausa. 
Tytuł  profesora nauk matematycznych uzyskał w 2000 r. 

## Dorobek
Pracę dydaktyczną i naukową rozpoczął w roku 1970 na Politechnice Wrocławskiej (PWr), początkowo w Instytucie Matematyki i Informatyki, a następnie na Wydziale Podstawowych Problemów Techniki i na Wydziale Matematyki. Przez wiele lat kierował współpracą naukową między  Technische Universität Dresden, Institut für Mathematische Stochastik a Instytutem Matematyki i Informatyki PWr. Był członkiem z wyboru towarzystwa niemieckiego Arbeitsgemeinschaft Stochastische Modelle für Zuverlässigkeit Qualität und Sicherheit e.V. 
Wypromował licznych doktorantów. Jest autorem ponad 50 prac naukowych oraz książek i skryptów akademickich.